# 염민
염민(冉閔, ? ~ 352년, 재위：350년 ~ 352년)은 중국 오호 십육국 시대 염위(冉魏)의 제1대 왕이다. 시호는 무도천왕(武悼天王)이다.

## 즉위 이전
염민은 한족 출신으로 염양(冉良)의 아들이다. 311년에 석륵(石勒)이 진우(陳牛)를 점령하였을 때 염민을 얻었는데, 석호(石虎)에게 양자로 삼게 하였다. 이로 인해 염민은 성을 고쳐 석민(石閔)이 되었다. 석민은 용맹하고 책략에 뛰어나 석호의 총애를 받았다. 후조(後趙)가 성립된 후 무장으로 각지에서 활약하였으며, 338년, 전연(前燕) 정벌에서 크게 패배했을 때 석민의 부대만 온전하게 퇴각하여 높이 평가받았다.
349년, 관중(關中)에서 일어난 반란을 진압하기 위해 석민을 비롯한 제장이 출진해 있는 동안 석호가 사망하였다. 반란을 진압하고 귀환 중이던 석민 등은 하내(河內) 지역에서 석준(石遵)과 조우하여 황위를 찬탈할 것을 권하였다. 이에 석준은 반정이 성공하면 석민을 태자로 삼겠다고 약속하고 반정을 일으켜 석세(石世)를 폐위하였다. 석준이 황제에 즉위하여 약속을 어기고 다른 이를 태자로 삼았다. 석민은 석준의 휘하에서 큰 전공을 세워 강력한 세력을 가지게 되었다. 이에 석민이 국정에 영향력을 행사하기 시작하였고, 석준은 이러한 석민을 제거하기 위해 모의하였다. 그러나 석감(石鑒)이 모의 사실을 석민에게 밀고하여 석민은 석준을 폐위하고 석감을 옹립하였다.
석민은 후조의 실권을 장악하고 전횡하였다. 이에 각지에서 반란이 일어났으며 석민은 수도 업(鄴) 인근만 유지하였다. 옛 수도 양국(襄國)에서는 석지(石祗)가 반란을 일으켰으며, 석민은 이를 정벌하기 위해 출진하려 하였다. 이때 석감이 석민을 암살하려 하였다가 실패하여 연금되었으며, 석민은 갈족(羯族)을 비롯한 여러 호족(胡族)들이 따르지 않을 것을 두려워하여 대량학살하였다.

## 치세
350년 정월, 염민은 국호를 위(衛)로 바꾸고 성씨도 이(李)로 고쳤고, 윤정월에는 마침내 석감을 폐위하고 스스로 황제에 즉위하여 국호를 대위(大魏)로 정하였으며 원래 성씨인 염씨(冉氏)로 바꾸었다. 양국에서는 석지가 후조의 황제로 즉위하였으며, 염민과 석지는 치열한 혼전을 거듭하였다. 이로 인해 화북 각지는 군웅 할거 상태가 되었으며, 전연과 동진이 침입해 오고 부홍(苻洪)이 전진(前秦)을 건국하였다. 350년 말에 염민은 후조의 수도 양국을 포위하였다. 351년에 전연과 요익중(姚弋仲)이 원군을 파견하여 염민은 크게 패배하였다. 석지는 반격에 나서 업을 공격하다가 크게 패하였으며, 염민은 석지의 부하 유현(劉顯)을 매수하여 석지를 암살하고 후조를 멸망시키는데 성공하였다. 그러나 곧 유현이 양국을 점거하고 염민에 적대하였으며 352년에 이르러서야 양국을 함락할 수 있었다.
양국을 함락하는데는 성공하였으나 염민의 군대는 크게 약화되고 보급이 부족하여 양국 인근에서 군량을 조달하기 위해 전전하였다. 이를 틈타 전연은 모용각(慕容恪)을 파견하여 염민을 공격하였으며, 염민은 크게 패배하여 포로로 잡혔다. 용성으로 호송된 염민은 곧 살해되었다. 전연의 모용준(慕容俊)은 염민에게 무도천왕이라 시호를 내렸다.
| 전 대 - | 제1대 염위 왕 350년 ~ 352년 | 후 대 염지 |

## 같이 보기
- 오호
- 후조
- 석호 (후조)
- 집단학살
- 전연